# Conservapedia
Conservapedia je spletna enciklopedija, ki uporablja prikaz podakov v obliki wiki in strežniško programsko opremo wiki, čeprav ni vključena v Fundacijo Wikimedia.
Conservapedio je leta 2006 ustanovil ameriški odvetnik in aktivist Andrew Schlafly, kot odgovor na to, kar je na Wikipediji zaznal kot levičarska pristranskost. Prvi članek je bil objavljen 22. novembra 2006, ob koncu leta 2007 pa je imela Conservapedia že okoli 20.000 člankov. Vsi članki so v angleščini in precej enostransko odsevajo miselnost konservativno usmerjenih prebivalcev ZDA. V verskem smislu so članki usmerjeni izrazito v zahodno krščansko tradicijo, nekateri članki pa podpirajo tudi kreacionizem.
Aprila 2007 je internist Peter Lipson poskušal odstraniti iz članka o splavu trditev o povezanosti splava z rakom na dojkah. Skupaj z drugimi uporabniki, ki so bili zaradi tega blokirani, je ustanovil svojo enciklopedijo, RationalWiki, ki je osredotočena na analiziranje in ovrževanje "protiznanstvenih gibanj" in "crank idej," raziskavam avtoritarnosti in fundamentalizma ter analiziranju načina, na katerega so te teme obravnavane v medijih.  